# 트리반드룸 국제공항

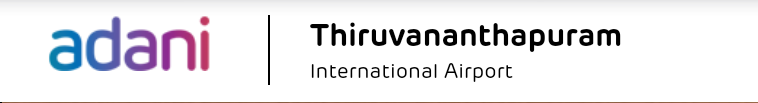

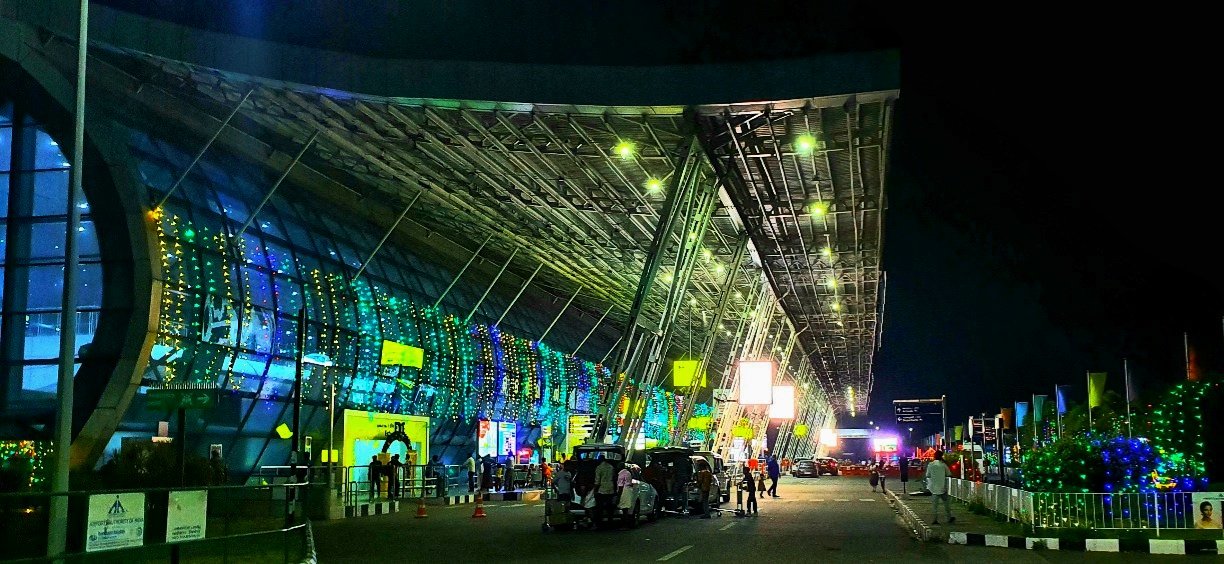

트리반드룸 국제공항(Thiruvananthapuram International Airport, IATA: TRV, ICAO: VOTV)은 인도 케랄라주 티루바난타푸람을 관할하는 국제공항이다. 1932년 설립된 이 공항은 케랄라주 최초의 공항이며 인도에서는 공식적으로 1991년 선언된 5번째 국제 공항이다. 에어 인디아 익스프레스의 2차 허브 공항이자 에어 인디아, 인디고 항공, 스파이스제트의 허브 공항이다. 중심 업무 지구에서 서쪽으로 약 3.7킬로미터, 코발람 해변에서 16킬로미터, 테크노파크에서 13킬로미터 지점에 위치해 있다.
국제 교통 면에서 인도에서 8번째로 분주한 공항이며, 전반적으로는 22번째로 분주한 공항이다.

## 같이 보기
- 코친 국제공항